# Berghem, Kungsbacka kommun
Berghem är en tidigare småort i Onsala socken i Kungsbacka kommun i Hallands län. 2015 hade folkmängden i området minskat och småorten upplöstes.